# Villoria (Salamanca)
Villoria és un municipi de la província de Salamanca, a la comunitat autònoma de Castella i Lleó. Limita al nord amb Cantalpino, a l'est amb El Campo de Peñaranda i Villar de Gallimazo, al sud amb Ventosa del Río Almar i a l'oest amb Moríñigo i Villoruela.